# 部落 (南洋群島)
部落（ぶらく）は、南洋群島に存在した地方行政機構。1931年（昭和6年）に導入された。

## 概要
南洋群島では、日本国民の在住者が激増し、各地に日本人集住地区を形成しつつあった。そこで南洋庁では、これらの地区を「部落」として公認し、公共事務を処理させるなど、一定の自治を認めることになった。
部落を代表する者として「総代」、それを補佐する者として「副総代」が1人ずつ置かれた。これらの役職は名誉職とされ、任期は3年である。また部落を幾つかの「区」に分け、総代任命制の「区長」を置くことができた。
総代の諮問機関として「協議会」が置かれ、予算の編成や部落費（町村税に相当）の賦課徴収、財産の処分など重要事項を諮問した。協議会員は1年以上部落に住み、独立の生計を営む25歳以上の男性の中から公選された。協議会員も名誉職で任期は2年である。
制度名は「部落」であるが、各部落の名称は「○○部落」ではなく、「○○町」「○○村」など内地の町村制に準じた名称が用いられた。
内地の町村制と比べて、独立した法人としての規定がないなど、自治権は限られたものであった。そのため部落当局は一般町村制の施行を求めていたが、戦時体制への移行もあり、1942年（昭和17年）の改正で協議会員公選制は廃止され、支庁長が任命することになるなど自治権は逆に縮小されることになった。

## 各部落一覧
パラオ支庁管内
- コロール町…1932年9月設置（コロール島）

サイパン支庁管内
- ガラパン町…1932年9月設置
- チャランカ町…1934年10月設置
- 北村…1932年9月設置
- 南村…1932年9月設置
- 東村…1932年9月設置
- 泉村…1941年7月設置（以上サイパン島）
- テニアン町…1932年9月設置（テニアン島）

トラック支庁管内
- 夏島町…1937年8月設置（トノアス島）

ポナペ支庁管内
- コロニア町…1933年5月設置（ポナペ島）